# Nilobezzia basispinigera
Nilobezzia basispinigera är en tvåvingeart som beskrevs av Debenham 1974. Nilobezzia basispinigera ingår i släktet Nilobezzia och familjen svidknott. Inga underarter finns listade i Catalogue of Life.